# Eddie Howe
Edward John Frank "Eddie" Howe (Amersham, 29 de novembro de 1977) é um ex-futebolista e treinador inglês que atuava como zagueiro. Atualmente comanda o Newcastle.

## Carreira como jogador
Como jogador, Howe destacou-se com a camisa dos "Cherries", iniciando sua carreira em 1994, com apenas 17 anos. Em sua primeira passagem, foram 201 jogos (incluindo as demais competições, 237) e dez gols marcados. O desempenho chamou a atenção do Portsmouth, que pagou 400 mil libras para contratá-lo, em março de 2002. Porém, sua temporada de estreia no Pompey seria repentinamente encerrada após uma lesão no joelho, sofrida na partida contra o Preston. Howe voltaria aos gramados no início da temporada 2002-03, mas, com apenas 9 minutos, sofreu nova lesão no joelho, agora contra o Nottingham Forest, não entrando em campo a partir de então. Os problemas físicos minaram a carreira de Howe no Portsmouth, que o emprestou ao Swindon Town, mas o zagueiro não atuou em nenhum jogo.
Fora dos planos, Howe seria novamente liberado por empréstimo, desta vez ao Bournemouth, onde permaneceu por 3 meses. Recuperado, agradou em seu período emprestado ao clube, que o contratou em definitivo em novembro de 2004. Em dezembro de 2006, foi nomeado jogador e auxiliar-técnico dos "Cherries". Novamente prejudicado por uma lesão no joelho, Howe encerrou sua carreira no ano seguinte, com apenas 29 anos.

## Seleção Inglesa
A participação de Howe com a camisa da Seleção Inglesa de Futebol resumiu-se à categoria sub-21, onde realizou apenas um jogo, em 1998.

## Carreira como treinador
Com o ex-jogador norte-irlandês Jimmy Quinn no comando técnico, Howe voltaria novamente ao Bournemouth em 2008, para trabalhar nas categorias de base da equipe, e chegou a treinar interinamente por um curto período. Ainda chegou a exercer funções técnicas no Burnley entre 2011 e 2012, mas voltaria novamente ao Bournemouth em outubro deste mesmo ano, permanecendo até o fim da Premier League de 2019–20 no comando técnico dos "Cherries".
No dia 8 de novembro de 2021, Howe foi anunciado pelo Newcastle. O treinador de 43 anos assinou vínculo até o final da temporada 2023–24. Ele estava sem equipe desde o fim da temporada 2019–20, quando acabou sendo rebaixado no Campeonato Inglês com o Bournemouth. Antes disso, ele conseguiu manter o time na Premier League por cinco anos, em sua segunda passagem pelo clube.
Após assumir o Newcastle na vice-lanterna da Premier League de 2021–22, um ano e meio depois da sua chegada, no dia 22 de maio de 2023, o Newcastle, após empate em 0 a 0 contra o Leicester, garantiu vaga na Liga dos Campeões da UEFA de 2023–24, após 20 anos.

## Estatísticas como treinador
Atualizadas até 16 de março de 2025[carece de fontes?]
| Clube       | Período   | Jogos | Vitórias | Empates | Derrotas | Aproveitamento |
| ----------- | --------- | ----- | -------- | ------- | -------- | -------------- |
| Bournemouth | 2008–2011 | 102   | 51       | 17      | 34       | 55.56%         |
| Burnley     | 2011–2012 | 86    | 35       | 17      | 34       | 47.29%         |
| Bournemouth | 2012–2020 | 355   | 144      | 75      | 136      | 47.61%         |
| Newcastle   | 2021–     | 162   | 84       | 32      | 46       | 58.44%         |

## Títulos
Bournemouth
- EFL Championship: 2014–15

Newcastle
- Copa da Liga Inglesa: 2024–25

### Prêmios individuais
- Treinador do mês da Premier League: março de 2017, janeiro de 2018, outubro de 2018, fevereiro de 2022, outubro de 2022[7]